# Mike McKevitt

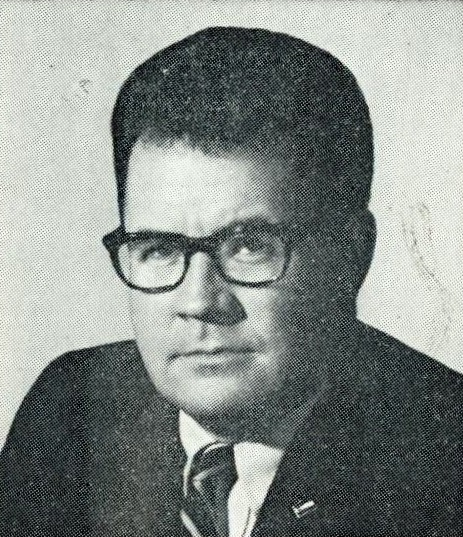
Mike McKevitt (1971)

James Douglas „Mike“ McKevitt (* 26. Oktober 1928 in Spokane, Washington; † 28. September 2000 in Washington, D.C.) war ein US-amerikanischer Politiker. Zwischen 1971 und 1973 vertrat er den ersten Wahlbezirk des Bundesstaates Colorado im US-Repräsentantenhaus.

## Werdegang
Nach der Grundschule besuchte Mike McKevitt die Grant High School in Sacramento (Kalifornien) und die University of Idaho. Nach einem Jurastudium an der University of Denver wurde er im Jahr 1956 als Rechtsanwalt zugelassen. Seine Ausbildung wurde durch seine Militärzeit in der US-Luftwaffe unterbrochen, in der er zwischen 1951 und 1953 während des Koreakrieges diente.
Nach seiner Zulassung als Anwalt arbeitete er zunächst in diesem Beruf. Zwischen 1958 und 1967 war  er für den Attorney General von Colorado tätig; von 1967 bis 1971 war er Staatsanwalt in Denver. Politisch schloss sich McKevitt der Republikanischen Partei an. 1970 wurde er im ersten Distrikt von Colorado in das US-Repräsentantenhaus in Washington D.C. gewählt, wo er am 3. Januar 1971 den Demokraten Byron G. Rogers ablöste. Da er aber zwei Jahre später nicht wiedergewählt wurde, konnte er bis zum 3. Januar 1973 nur eine Legislaturperiode im Kongress absolvieren.
Nach dem Ende seiner Zeit im Kongress arbeitete er im Jahr 1973 als Abteilungsleiter im US-Justizministerium. Danach war er als Berater der für die Energiepolitik zuständigen Kommission des Präsidenten tätig. Von 1987 bis 1995 war er Mitglied einer Kommission, die sich mit dem Gedenken an den Koreakrieg befasste (Korean War Memorial Commission). Danach arbeitete McKevitt wieder als Anwalt.